# Нева (футбольный клуб)
«Нева» — советский футбольный клуб из Ленинграда, существовавший в 1967—1969 годах.

## История
В 1967 году после расформирования команды класса «Б» «Автомобилист» была организована молодёжная команда «Большевик», в середине сезона переименованная в «Неву». Во 2 зоне РСФСР класса «Б» команда заняла 16 место из 19 команд. На следующий год в 1 зоне РСФСР «Нева» заняла последнее, 20 место. Главной задачей «Невы» была подготовка молодых футболистов для «Зенита» и «Динамо». В конце 1968 года учебно-тренировочную работу «Невы» и «Зенита» стали проводить совместно по единому плану.
В 1969 году в 1-й зоне РСФСР команда в 32-х матчах потерпела 25 поражений и заняла последнее 17-е место.